# Otgonbaataryn Uuganbaatar
Otgonbaataryn Uuganbaatar (mong. Отгонбаатарын Ууганбаатар; ur. 19 lutego 1988) – mongolski judoka i sambista. Olimpijczyk z Rio de Janeiro 2016, gdzie zajął siedemnaste miejsce w wadze półśredniej. 
Piąty na mistrzostwach świata w 2013 i 2017; uczestnik zawodów w 2010, 2011, 2014, 2015, 2018 i 2019, a także trzeci w drużynie w 2015. Startował w Pucharze Świata w latach 2009–2013, 2015 i 2016. Brązowy medalista igrzysk azjatyckich w 2018 i piąty w 2010. Zdobył cztery medale mistrzostw Azji w latach 2013 - 2019. Trzeci na MŚ w sambo w 2013 roku.

## Letnie Igrzyska Olimpijskie 2016
| Konkurencja | Eliminacje               | Klas. końcowa |
| Konkurencja | Przeciwnik I             | Miejsce       |
| ----------- | ------------------------ | ------------- |
| 81 kg       | Mohamed Abdelaal (EGY) P | 17.           |